# Зоо-апокалипсис
«Зо́о-апока́липсис», или «Звери́нец» (англ. Zoo) — американский драматический телесериал, основанный на одноимённом романе 2012 года Джеймса Паттерсона и Майкла Ледвиджа. Премьера шоу, разработанного Джошем Аппелбаумом, Андре Немецем, Джеффом Пинкнером и Скоттом Розенбергом, состоялась 30 июня 2015 года на телеканале CBS.
23 октября 2017 CBS закрыл сериал после трёх сезонов.
7 апреля 2018 года состоялась российская премьера сериала на телеканале ТВ-3.

## Сюжет
Во всём мире происходят жестокие нападения животных на людей. Джексон Оз, американский зоолог, его кенийский друг Абрахам, гид сафари, а также лос-анджелесский репортёр, изворотливый ветеринар-патолог и агент французской разведки стремятся узнать причины таинственной пандемии, так как атаки становятся всё более организованными и свирепыми.

## В ролях
= Главная роль в сезоне
     = Второстепенная роль в сезоне
     = Гостевая роль в сезоне
     = Не появляется

### Главные роли
| Актёр            | Персонаж                     | Появление в сезонах | Появление в сезонах | Появление в сезонах | Появление в сезонах |
| Актёр            | Персонаж                     | 1                   | 2                   | 3                   | Эпизоды             |
| ---------------- | ---------------------------- | ------------------- | ------------------- | ------------------- | ------------------- |
| Джеймс Уок       | Джексон Оз                   | 13                  | 13                  | 13                  | 39                  |
| Кристен Коннолли | Джейми Кэмпбелл              | 13                  | 13                  | 13                  | 39                  |
| Нонсо Анози      | Абрахам Кеньятта             | 13                  | 13                  | 13                  | 39                  |
| Нора Арнезедер   | Хлоя Тузиньё                 | 13                  | 5                   |                     | 18                  |
| Билли Берк       | Митч Морган                  | 13                  | 13                  | 13                  | 39                  |
| Алисса Диас      | Дариэла Марзан (Кеньятта)    |                     | 12                  | 13                  | 25                  |
| Джош Салатин     | Логан Джонс / Эдвард Коллинз |                     | 10                  | 13                  | 23                  |
| Грейси Дзинни    | Клементина Льюис *           |                     | 1                   | 13                  | 14                  |
| Всего эпизодов   | Всего эпизодов               | 13                  | 13                  | 13                  | 39                  |

* ↑  В первом и втором сезонах Клементину Льюис в детстве играла Мэдисон Вулф (6 эпизодов).

### Второстепенные роли
| Актёр            | Персонаж              | Появление в сезонах | Появление в сезонах | Появление в сезонах | Появление в сезонах |
| Актёр            | Персонаж              | 1                   | 2                   | 3                   | Эпизоды             |
| ---------------- | --------------------- | ------------------- | ------------------- | ------------------- | ------------------- |
| Карл Ламбли      | Дэлавен               | 6                   |                     |                     | 6                   |
| Ксандер Беркли   | Ронни Бранниган       | 4                   |                     |                     | 4                   |
| Кен Олин         | Роберт Оз             | 3                   | 5                   | 1                   | 9                   |
| Маркус Хестер    | Эван Ли Хартли        | 4                   |                     |                     | 4                   |
| Мэдисон Вульф    | Клементина Льюис      | 4                   | 2                   |                     | 6                   |
| Джейсон Чермак   | сержант Грег Мэнсдейл |                     | 6                   | 4                   | 10                  |
| Питер Аутербридж | генерал Дэвис         |                     | 8                   |                     | 8                   |
| Том Батлер       | Грег Троттер          |                     | 9                   |                     | 9                   |
| Джоан Келли      | Эллисон Шоу           |                     | 7                   |                     | 7                   |
| Робин Томас      | Макс Морган           |                     | 1                   | 5                   | 6                   |
| Джесси Мухузи    | Исаак Кеньятта        |                     | 1                   | 8                   | 9                   |
| Афина Карканис   | Эбигейл Вестбрук      |                     |                     | 12                  | 12                  |
| Майкл Хоган      | Генри Гаррисон        |                     |                     | 7                   | 7                   |
| Хилари Джардин   | Тесса Уильямс         |                     |                     | 8                   | 8                   |
| Софина Браун     | Линн Дуковни          |                     |                     | 5                   | 5                   |
| Делон де Мец     | Сэм Паркер            |                     |                     | 5                   | 5                   |
| Ли Мадждуб       | Тед Ларсон            |                     |                     | 5                   | 5                   |
| Всего эпизодов   | Всего эпизодов        | 13                  | 13                  | 13                  | 39                  |

## Производство
В октябре 2013 года было объявлено, что CBS заказал съёмку пилотного эпизода «Зверинца». В июле 2014 года телеканал дал зелёный свет производству первого сезона шоу из тринадцати эпизодов для показа летом.
2 октября 2015 года сериал был продлён на второй сезон, двухчасовая премьера которого состоялась 28 июня 2016 года. 10 августа CBS продлил сериал на третий сезон.

### Кастинг
Джеймс Уок был первым актёром, получившим роль в сериале в ноябре 2014 года. В том же месяце было объявлено, что к основному составу присоединились Нора Арнезедер и Нонсо Анози. В январе 2015 года Кристен Коннолли и Билли Берк стали последними актёрами, получившими главные роли в шоу. В феврале 2015 года Джофф Стульц получил второстепенную роль для сюжетной арки в несколько эпизодов. В марте Карл Ламбли также получил периодическую роль.

### Съёмки
Съёмки сериала начались в Новом Орлеане в январе 2015 года. Съемки второго сезона начались в феврале 2016 года в Ванкувере и его окрестностях, Британской Колумбии и Канаде.

## Эпизоды
| Сезон | Сезон | Эпизоды | Оригинальная дата показа | Оригинальная дата показа |
| Сезон | Сезон | Эпизоды | Премьера сезона          | Финал сезона             |
| ----- | ----- | ------- | ------------------------ | ------------------------ |
|       | 1     | 13      | 30 июня 2015             | 15 сентября 2015         |
|       | 2     | 13      | 28 июня 2016             | 6 сентября 2016          |
|       | 3     | 13      | 29 июня 2017             | 21 сентября 2017         |